# Ваду Парулуј (Прахова)
Ваду Парулуј (рум. Vadu Părului) насеље је у Румунији у округу Прахова у општини Албешти-Палеологу. Oпштина се налази на надморској висини од 111 m.

## Становништво
Према подацима из 2002. године у насељу је живело 2061 становника, од којих су сви румунске националности.